# Digitales Bild

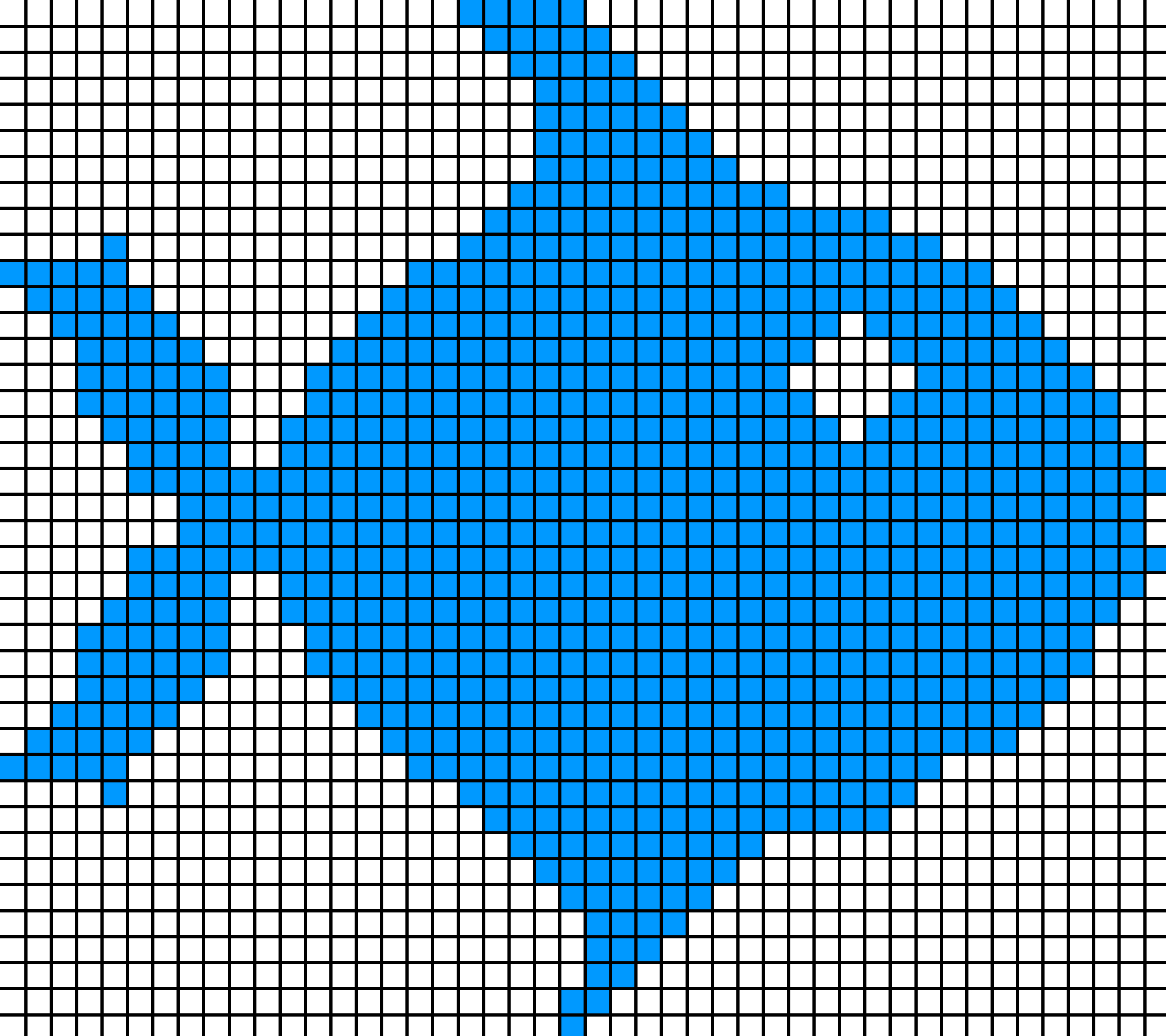
Blauer Fisch als Rastergraphik

Äskulapstab als Vektorgraphik

In einem digitalen Bild werden Bildinhalte durch ganze Zahlen repräsentiert und gespeichert. In den meisten Fällen handelt es sich um zweidimensionale Bilder, und um den Speicherbedarf gering zu halten, werden die Daten häufig binär kodiert und gegebenenfalls auch komprimiert.
Digitale Bilder können auf unterschiedlichen Wegen erzeugt werden. Grundsätzlich wird bei digitalen Bildern zwischen zwei Arten unterschieden:
- Rastergrafiken: die Bildinformation wird in gleichmäßiger Rasterung abgelegt. Diese Graphiken zeigen an Objektkanten bei zu starker Vergrößerung Unschärfen oder Stufen. Bei diesen Rastergrafiken kann wiederum anhand der Bildgewinnung unterschieden werden:
  - Optisch erzeugte Bilder von realen Objekten, die fotografisch mit Digitalkameras oder Scannern durch eine Digitalisierung erfasst werden.
  - Errechnete Bilder, die mithilfe von Algorithmen von einem Computer und einer Software generiert werden.
- Vektorgrafiken: die Bildinformation wird durch geometrische Objekte definiert, wie zum Beispiel durch Punkte, Linien oder Flächen. Diese Graphiken können bei der Bildwiedergabe durch rechnerische Transformation beliebig skaliert werden, ohne dass es an Objektkanten zu Unschärfen oder Stufen kommt.

Digitale Bilder können mit Computern und Software verarbeitet, bearbeitet und reproduziert sowie in standardisierte Grafikformate konvertiert werden, wie zum Beispiel JPEG, Portable Network Graphics (PNG) oder Scalable Vector Graphics (SVG). In vielen Grafikformaten ist es möglich, die Bilddaten durch vielfältige Metadaten anzureichern.
Digitale Bilder sind per se für Menschen nicht sichtbar, können aber mit geeigneten Anzeigegeräten visualisiert werden, wie zum Beispiel mit Computermonitoren, Projektoren oder Druckern.

## Geschichte
Einer der ersten Computer, mit denen bereits in den 1950er Jahren digitale Bilder verarbeitet werden konnten, war der SEAC am National Institute of Standards and Technology.
Zur Erforschung des Phänomens des digitalen Bildes in Theorie und Praxis wurde von der DFG im Jahr 2018 ein interdisziplinäres Schwerpunktprogramm genehmigt. Sprecher des Programms sind Hubertus Kohle von der Ludwig-Maximilians-Universität München und Hubert Locher von der Philipps-Universität Marburg und Direktor des Deutschen Dokumentationszentrums für Kunstgeschichte (DDK). Die Koordination des Projekts erfolgte in den ersten drei Jahren (2019–2022) am Institut für Kunstgeschichte der Ludwig-Maximilians-Universität München und wechselte mit Beginn der zweiten Förderperiode (2023) an das DDK nach Marburg.